# Prosegur
Prosegur Compañía de Seguridad, S.A eller Prosegur er et spansk multinationalt sikkerhedsselskab med hovedkvarter i Madrid.
Det blev etableret i 1976 af Herberto Gut og begyndte med fokus på sikkerhed på elværker, industrivirksomheder og shoppingcentre. I 1987 blev virksomheden børsnoteret på Bolsa de Madrid.
Prosegur driver forretning i 26 lande på fire kontinenter.